# Estación Álvarez de Toledo
Álvarez de Toledo era el nombre que recibía una estación de ferrocarril ubicada en la localidad del mismo nombre, partido de Saladillo, provincia de Buenos Aires, Argentina.

## Servicios
La estación era intermedia del otrora Ferrocarril Provincial de Buenos Aires para los servicios interurbanos y también de carga hacia y desde La Plata hacia Mira Pampa. No opera servicios desde 1961. La línea fue clausurada durante la presidencia del desarrollista de Arturo Frondizi y levantada durante el gobierno de facto del general Juan Carlos Ongania.*
Formó parte del Ferrocarril General Belgrano. La desactivación del tren produjo numerosas complicaciones para el pequeño poblado de Álvarez de Toledo.